# 광주공업고등학교
광주공업고등학교(光州工業高等學校)는 대한민국 광주광역시 북구 매곡동에 위치한 공립 고등학교이다.

## 학교 연혁
- 1946년 10월 21일 : 광주공업중학교 개교
- 1951년 9월 1일 : 광주공업고등학교로 개편
- 1975년 3월 1일 : 전남기계공업고등학교로 교명 변경
- 1979년 3월 1일 : 신축공사 준공 및 학교 이전
- 1986년 3월 1일 : 광주광역시 기계과 공동실습소 설치
- 1989년 9월 1일 : 광주기계공업고등학교로 교명 변경
- 1994년 3월 1일 : 토목과, 건축과 증설. 산업체 특별학급 설치
- 2000년 3월 1일 : 남녀 공학 모집
- 2003년 3월 1일 : 광주공업고등학교로 개편
- 2007년 2월 28일 : 산업체 특별학급 폐지
- 2007년 4월 11일 : 기자재 박물관 개관
- 2009년 12월 30일 : 계열별 핵심 산업분야 특성화 고교 지정
- 2020년 3월 2일 : 직업계고 학점제 선도학교 운영
- 2024년 3월 1일 : 제28대 박태호 교장 취임
- 2024년 7월 3일 : 광주형마이스터고 광주광역시교육청 지정
- 2025년 1월 10일 : 제74회 졸업식 (183명 졸업) 총 46,286명 졸업생 배출
- 2025년 3월 4일 : 광주형마이스터고 1기 신입생 152명 입학

## 설치 학과
- 전기과
- 전자과
- 자동화기계과
- 건축과
- 건축인테리어과
- 에너지설비과
- 스마트기계과
- 스마트건설과
- 도시공간정보과
- 발전설비과
- AI반도체과

## 참고 자료
- 광주공업고등학교 - 한국교육학술정보원 학교알리미